# 小行駅
小行駅（しょうこうえき、中文表記: 小行站、英文表記: Xiaohang Station）は、中華人民共和国江蘇省南京市雨花台区に位置する南京地下鉄10号線の駅。

## 利用可能な鉄道路線
- ■10号線

## 駅構造
- 島式ホーム1面2線の高架駅。ホームは3階、改札口は2階にある。

## 駅周辺
- 南京薬械廠
- 小行小学

## 沿革
- 2005年8月12日 - 1号線の駅として開業。
- 2014年5月31日 - 終電後、安徳門駅-奥体中心駅間運行中止、10号線への編入工事開始[1]。
- 2014年7月1日 - 10号線安徳門駅-雨山路駅間開通[2]。

## 隣の駅
南京地下鉄
■10号線
安徳門駅 - 小行駅 - 中勝駅

## 参考
1. ↑  南京地铁1号线31日晚7时停运. 中国网. 2014-05-24
2. ↑  南京地铁两条新线“首日秀”:运营10小时迎客6万人次

座標: 北緯31度59分04秒 東経118度44分22秒 / 北緯31.9844度 東経118.7395度